# Sinh nhật chết chóc 2
Happy Death Day 2U (tựa tiếng Việt: Sinh nhật chết chóc 2) là một bộ phim điện ảnh hài kinh dị đâm chém khoa học viễn tưởng Mỹ năm 2019 của đạo diễn kiêm biên kịch Christopher B. Landon. Các diễn viên tham gia gồm có Jessica Rothe, Israel Broussard, Phi Vu, Suraj Sharma và Ruby Modine. Đây là phần tiếp theo của phim Happy Death Day (2017). Jason Blum từ Blumhouse Productions tiếp tục đảm nhận vị trí nhà sản xuất của phim. Happy Death Day 2U được hãng Universal Pictures phát hành vào ngày 13 tháng 2 năm 2019. Phim kể về một cô gái tên Theresa "Tree" Gelbman bị vướng vào vòng lặp thời gian, mỗi lần bị kẻ xấu đeo mặt nạ "babyface" sát hại, cô lại sống lại và quay về đúng buổi sáng ngày hôm đó.

## Nội dung
Sau những sự kiện từ phần phim trước, Theresa "Tree" Gelbman lúc này đã có cuộc sống yên bình hơn. Tuy nhiên, cô tình cờ lại một lần nữa rơi vào vòng lặp thời gian, lần này cả những người bạn của cô cũng vướng vào vòng lặp. Tree đồng thời phát hiện hung thủ ở phần trước là Lori Spengler đã bị giết chết. Cả nhóm quyết định đi tìm kẻ đứng sau tất cả những vụ giết người và phá bỏ vòng lặp thời gian.
Phim mở đầu với cảnh bạn cùng phòng của Carter, Ryan Phan, thức dậy trong xe hơi vào Thứ ba ngày 19 tháng 9. Ryan đi vào khuôn viên trường để tìm Carter. Carter đang ở trong phòng cùng Tree, lúc này Tree đã phá bỏ vòng lặp thời gian thành công. Trong phòng thí nghiệm cơ học lượng tử ở trường, Ryan đang cùng với Samar Ghosh và Andrea "Dre" Morgan bí mật nghiên cứu máy phản ứng lượng tử làm chậm thời gian bằng tia laser photon. Vì cả nhóm từng gây ra sự cố mất điện toàn trường nên thầy hiệu trưởng Roger Bronson đã hủy dự án. Lúc này, Ryan đột nhiên nhận được nhiều bức ảnh bí ẩn chụp anh gửi vào điện thoại, Ryan lần theo dấu vết và đi đến một phòng thí nghiệm trong trường. Tên sát nhân đeo mặt nạ babyface đâm chết anh tại đây. Phim chuyển cảnh, Ryan bất ngờ thức dậy trong xe và lại nhận ra rằng hôm nay là Thứ ba ngày 19. Ryan chạy về kể lại sự việc cho Carter và Tree. Tree cho biết cô cũng từng mắc phải vòng lặp tương tự Ryan.
Ryan, Carter và Tree cùng lên kế hoạch bắt Babyface ở nơi Ryan bị đâm. Tuy nhiên, họ phát hiện không có ai trốn ở đây. Cả ba quay về phòng thí nghiệm với Samar và Dre. Tree thất vọng khi biết vòng lặp của mình (trong phần trước) chỉ là do lỗi kỹ thuật khi thí nghiệm, chứ không phải thần giao cách cảm với người mẹ quá cố của cô. Để tránh đối mặt với tên sát nhân mới, cả nhóm đi xem trận đấu bóng rổ ở trường. Một buổi diễn tập cứu hỏa diễn ra khiến mọi người phải sơ tán. Babyface xuất hiện và bám theo Ryan. Tree và Carter giải cứu Ryan, cả nhóm tháo mặt nạ và phát hiện ra Babyface là một phiên bản của Ryan ở chiều không gian khác.
Bị bắt về phòng thí nghiệm, Ryan #2 tức giận và nói rằng Ryan gốc phải chết vì anh (Ryan gốc) chỉ làm mọi chuyện tồi tệ thêm. Ryan gốc khởi động máy lượng tử để giết bản sao của mình. Đúng lúc này, hiệu trưởng Bronson và hai nhân viên bảo vệ xông vào phòng thí nghiệm, ép cả nhóm phải hủy bỏ dự án. Máy lượng tử bất ngờ phóng xung điện từ mạnh làm mọi người ngã xuống sàn.
Phim chuyển cảnh, Tree thức dậy trong phòng Carter vào Thứ hai ngày 18, giống như trong phần phim trước. Ryan bước vào phòng, Tree bực tức hét lên rằng Ryan cần kích hoạt lại máy phản ứng và đưa cô tới ngày 19. Tree, Ryan và Carter đi dọc khuôn viên trường, những sự kiện mà cô nhìn thấy cũng tương tự như ở phần trước. Tuy nhiên, khi về nhà nữ sinh Kappa, Tree nhận ra rằng mọi thứ đã thay đổi một chút. Ryan giải thích hiện tượng này bằng lý thuyết đa vũ trụ, cho rằng Tree có thể đang ở một chiều không gian khác. Trong chiều này, Lori Spengler không có âm mưu giết Tree, trong khi Carter và Danielle Bouseman (trưởng hội Kappa) đang hẹn hò với nhau. Khi Tree đến ăn trưa mừng sinh nhật cùng bố là ông David, cô vui mừng khi phát hiện ra mẹ mình vẫn còn sống. Vì mẹ còn sống, Tree trở lại phòng thí nghiệm và nói rằng cô không muốn máy phản ứng hoạt động trở lại. Tree đồng thời cũng nhìn thấy bác sĩ Gregory Butler đang cãi nhau với vợ là Stephanie.
Tối hôm đó, Tree thấy bản tin về kẻ giết người hàng loạt John Tombs (sát nhân ở phần trước) đang nằm điều trị trong bệnh viện. Tree nhanh chóng đến bệnh viện để cảnh báo mọi người về việc Tombs sắp thoát ra. Tuy nhiên, Tree cuối cùng lại bị viên cảnh sát còng tay vì hiểu nhầm cô là kẻ giết người. Babyface bất ngờ giết chết viên cảnh sát. Tree bỏ chạy và được Lori cứu, đưa cô vào thang máy. Tree giải thích mọi chuyện, Lori nói rằng Babyface không thể là Tombs vì cô đã đưa hắn xuống phòng mổ. Cả hai trốn trên một tầng nhà đang thi công. Babyface phát hiện ra và giết được Lori. Hắn đuổi theo Tree, Tree chạy lên sân thượng, không để ý nên rơi xuống đất và chết.
Tree lại thức dậy vào sáng Thứ hai ngày 18. Cô kể lại mọi chuyện cho nhóm bạn biết. Samar và Dre khẳng định họ có thể khởi động lại máy phản ứng để đưa Tree vào chiều không gian. Tuy nhiên, cô sẽ phải thử đi thử lại nhiều lần để phát hiện lỗi của cỗ máy, sửa lại các thuật toán sai. Tree chết đi chết lại nhiều lần để giúp cả nhóm sửa chữa máy phản ứng. Một lần thức dậy, Tree mệt mỏi và ngất đi vì phải chết nhiều lần.
Tree được đưa vào bệnh viện chăm sóc, cô báo cho bác sĩ Butler biết có người sẽ giết Lori. Tree sau đó tự lấy khẩu súng của viên cảnh sát để tìm hung thủ nhưng không kịp vì Lori đã chết. Cô đối mặt với tên sát nhân Babyface, sau khi bắn chết hắn, cô tháo mặt nạ và phát hiện đó là Tombs. Đúng lúc này, một tên Babyface nữa đến tấn công Tree. Cô bắn vào bình gas, vụ nổ giết chết cả Babyface thứ hai và chính cô.
Ở vòng lặp tiếp theo, cả nhóm chỉ còn một thuật toán để sửa lại. Tuy nhiên máy phản ứng bị lỗi khiến Ryan phải mất vài tiếng đồng hồ để chỉnh lại. Trong lúc này, Tree đứng trước quyết định lựa chọn chiều không gian nếu máy phản ứng phá được vòng lặp: một có tình yêu với Carter, một có người mẹ của mình. Tree chọn ở lại bên mẹ. Carter thuyết phục Tree rằng cô sẽ phải sống một cuộc đời mà không phải là chính mình. Tree tới gặp bố mẹ và tâm sự với mẹ về sự lựa chọn của mình. Cùng lúc đó bản tin đưa tin Carter, Lori và một viên cảnh sát đã bị giết. Tree gọi cho Ryan để dừng máy phản ứng trước khi chiều không gian thực tại trở thành vĩnh viễn nhưng anh không nghe máy. Bất đắc dĩ, Tree lái xe đâm vào trạm điện tự tử, làm mất điện toàn vùng và khiến máy lượng tử ngừng lại.
Thời gian lặp lại một lần nữa, trong khi Ryan khởi động máy phản ứng, Tree tới khuyên Lori cắt đứt mối quan hệ với Butler. Cô cũng phát hiện ra Danielle đang ngoại tình với Nick Sims (trong khi còn hẹn hò với Carter). Hiệu trưởng Bronson tới thu giữ máy lượng tử trước khi cả nhóm kịp sử dụng. Tree thấy mình không đủ sức để chết một lần nữa nên cả nhóm quyết định đi lấy lại cỗ máy. Cả nhóm nhờ Danielle đánh lạc hướng Bronson để họ lấy cỗ máy. Trong khi Ryan khởi động lại máy, Tree tới bệnh viện để cứu Lori, giết chết Tombs. Không may, một tên Babyface khác chặn hai cô gái lại. Hắn tháo mặt nạ, hóa ra là Butler. Tree giải thích với Lori rằng Butler muốn giết Lori để che giấu bằng chứng ngoại tình. Vợ của Butler là Stephanie bất ngờ xuất hiện, thừa nhận cùng âm mưu với chồng, sau đó lấy súng bắn Lori. Butler sau đó đột nhiên quay sang bắn vợ. Khi hắn đang định bắn nốt Tree thì Carter kịp thời tới ngăn cản.
Butler đuổi theo Tree tới một phòng thí nghiệm. Tree bật máy nam châm điện hút Butler vào trong. Cô rút một cái tua vít trong túi ra và phóng về phía Butler, giết chết hắn. Trở lại với Lori, cô vẫn còn sống sau khi bị bắn. Ở phòng thí nghiệm phản ứng, Ryan bật máy phản ứng lên trong khi Samar và Dre cố ngăn không cho hiệu trưởng Bronson và hai nhân viên bảo vệ xông vào dẹp bỏ quá trình. Máy phản ứng tắt, cả nhóm thành công, Tree trở lại với thực tại ban đầu của mình.
Ở cảnh hậu danh đề, buổi sáng hôm sau, Tree, Carter, Ryan, Samar và Dre bị phạt lao động sau vụ nổ máy phản ứng mà họ gây ra. Một người tiến sĩ tên Isaac Peters tới trường dẫn năm sinh viên về phòng thí nghiệm DARPA. Peters cho biết ông đã mang công trình của cả nhóm về đây và mong muốn họ giúp đỡ triển khai nó. Tree tiến cử Danielle để thử máy.

## Phân vai
- Jessica Rothe vai Theresa "Tree" Gelbman[4]
- Israel Broussard vai Carter Davis[5]
- Phi Vu vai Ryan Phan
- Suraj Sharma vai Samar Ghosh[6]
- Sarah Yarkin vai Andrea "Dre" Morgan[7]
- Ruby Modine vai Lori Spengler[8]
- Rachel Matthews vai Danielle Bouseman[9]
- Steve Zissis vai Thầy hiệu trưởng Bronson
- Charles Aitken vai Bác sĩ Gregory Butler
- Laura Clifton vai Stephanie Butler
- Jason Bayle vai David Gelbman
- Missy Yager vai Julie Gelbman

## Sản xuất

### Phát triển nội dung
Sau khi phần một ra mắt, đạo diễn Christopher B. Landon có tiết lộ về khả năng làm tiếp phần hai, giải thích vì sao Tree lại rơi vào vòng lặp thời gian. Nữ diễn viên Jessica Rothe cho biết, thay vì làm lại cốt truyện của phần trước như nhiều series phim kinh dị khác, thì ý tưởng của Landon là "tiếp nối câu chuyện từ phần trước, giống như phim Back to the Future, giải thích những thắc mắc còn tồn đọng và phát triển nội dung".

### Tiền kỳ
Ngày 1/5/2018, hãng phim Blumhouse Productions thông báo Landon sẽ tiếp tục làm đạo diễn cho phim. Rothe và Israel Broussard đảm nhận các vai cũ, trong khi Suraj Sharma và Sarah Yarkin là các diễn viên mới trong phần hai. Ngày hôm sau, hãng cho biết Ruby Modine (vai Lori sát nhân trong phần một) cũng sẽ quay trở lại phần này.

### Ghi hình
Phim được ghi hình từ ngày 14/5/2018, chủ yếu tại New Orleans, Louisiana.

### Hậu kỳ
Vào tháng 11 năm 2018, Ben Baudhuin được xác nhận là người dựng phim.

## Phát hành
Phim ban đầu dự kiến ra mắt ngày 14/2/2019, nhưng sau đó nó được lên lịch sớm hơn vào ngày 13/2 do 14/2 là ngày tưởng nhớ các nạn nhân vụ xả súng tại trường học Parkland Florida năm 2018.
Tại Việt Nam, phim ra mắt vào ngày 15/2/2019.

## Nhận xét và đánh giá
Trang Rotten Tomatoes chấm phim 67%, dựa trên 176 nhận xét, đạt rating trung bình là 5,9/10. Trên Metacritic, phim đạt 57/100 điểm, dựa trên 31 đánh giá.

## Dự án tương lai
Về khả năng sản xuất phần ba, đạo diễn kiêm biên kịch Christopher B. Landon cho biết anh "đã có ý tưởng về phim mới trong đầu", trong khi nhà sản xuất Jason Blum cũng chia sẻ "nếu nhiều người xem phim này, chúng tôi sẽ thực hiện tiếp phần ba".